# 沈禎
沈禎（1952年09月11日—），是台灣水墨畫與油畫畫家。 
沈禎出生於台灣台東市。其作品曾經榮獲國軍新文藝金像獎、文藝協會文藝獎章、埔光文藝金像獎、教育部文藝創作獎、學生時也曾獲全國青年水彩寫生比賽優選、台北市北區國畫比賽第一名等等；在國內外舉辦過上百場次的個展、聯展、巡迴場，作品被許多公私立文化機構典藏。
現任教於元智大學藝術與設計學系，並擔任中國孔學會、中華倫理教育學會秘書長、中華民國漫畫學會理事長。

## 相關鏈結
- 沈禎的藝術世界 （页面存档备份，存于）